# ملعب أولمبيسكي
المجمع الرياضي الإقليمي أولمبيسكي (بالأوكرانية: Регіональний спортивний комплекс) هو ملعب متعدد الأغراض يقع في مدينة دونيتسك بأوكرانيا. مملوك للمجمع الرياضي أولمبيسكي واللجنة الأولمبية الوطنية في أوكرانيا. يتسع ل25.678 شخص. في عام 2014 تغيرت ملكية الملعب.
بني في عام 1958 كجزء من مجمع لوكوموتيف الرياضي، وكان في الأصل ينتمي إلى مجتمع لوكوموتيف السوفياتي الرياضي. تم بناء الملعب لفريق كرة القدم الرئيسي (Donets Railway) الذي لعب منذ عام 1948 في أرتيميفسك.
بعد إعادة بنائه في عام 2003، استضاف الملعب أيضًا منافسي مدينة شاختار، ميتالورغ دونيتسك. أصبح شاختار المستأجر الوحيد للملعب منذ عام 2004، حتى اكتمال ملعب دونباس أرينا الجديد.